# われら弁護士
『われら弁護士』（われらべんごし）は、日本テレビ系で1968年2月2日から同年10月25日まで放映されたテレビドラマである。
放送時間は、金曜21:00 - 21:56（JST）で、後の『（トヨタ）金曜劇場』の枠であるが、当番組は『サスペンス劇場』という枠名が付いていた（この枠では最初で最後）。そして今まで他社と二社提供していたトヨタグループが、本作から1974年4月終了の『くるくるくるり』までこの枠を単独提供する。

## キャスト
- 坂田五郎：山村聡
- 島地憲一：杉浦直樹
- 阿部宏：山田吾一
- 林峯雄：山﨑努
- 橋本勇二：米倉斉加年
- 田口：松山英太郎
- 川口晴子：宮本信子
- 高野浩幸
- 平山：有川博
- 益田ひろ子
- 忍京子：津田京子

## スタッフ
- 脚本：サブタイトル参照
- 演出：サブタイトル参照
- 制作：北川信、小林進
- 音楽：池田正義

## サブタイトル
| 話数   | タイトル                   | 放送日         | 脚本              | 演出         | ゲスト出演者                                              |
| ------ | -------------------------- | -------------- | ----------------- | ------------ | --------------------------------------------------------- |
| 第1話  | 白い仮面                   | 1968年2月2日   | 布勢博一          | 北川信       | 吉行和子                                                  |
| 第2話  | 崖っぷち                   | 1968年2月9日   | 岡本克己          | 梅谷茂       | 前田吟、しめぎしかこ                                      |
| 第3話  | ある復讐                   | 1968年2月16日  | 岡本克己          | 佐藤孝吉     | 八木昌子                                                  |
| 第4話  | 恐るべき遺産               | 1968年2月23日  |                   |              | 田中春男                                                  |
| 第5話  | 幼き者へ                   | 1968年3月1日   | 布勢博一          | 梅谷茂       | 河原崎建三、河村有紀                                      |
| 第6話  | けものの眠り               | 1968年3月8日   | 井手雅人          | 佐藤孝吉     | 田口計、河野秋武、江原達治、木村幌                        |
| 第7話  | 渇いた湖                   | 1968年3月15日  | 下飯坂菊馬        | 田中知己     | 江見俊太郎、藤田佳子                                      |
| 第8話  | 消えたカーテン             | 1968年3月22日  | 下飯坂菊馬        | 田中知己     | 塚本信夫、白木マリ、太地喜和子                            |
| 第9話  | 空には色があった           | 1968年3月29日  | 高橋玄洋          | 高井牧人     | 左時枝、清川玉枝                                          |
| 第10話 | 逃げた英雄                 | 1968年4月5日   | 勝目貴久          | 北川信       | 地井武男、遠藤慎子、三島耕、石間健史                      |
| 第11話 | 折れたマッチ               | 1968年4月12日  |                   |              | 神田隆                                                    |
| 第12話 | 光子の記憶                 | 1968年4月19日  | 布勢博一          | 田中知己     | 藤木敬士                                                  |
| 第13話 | スキャンダル               | 1968年4月26日  | 岡本克己          | 梅谷茂       | 中村梅之助、楠侑子、柳永二郎、 守屋俊男、浜村純、池田昌子 |
| 第14話 | 狙われた男                 | 1968年5月10日  | 小林啓三郎        | 高井牧人     | 市川好郎、土方弘                                          |
| 第15話 | 消えた時間                 | 1968年5月17日  | 岡本克己          | 佐藤孝吉     | 渡辺文雄、阿部寿美子、丘ゆり子、青木由紀子、名川貞郎      |
| 第16話 | 裏切り                     | 1968年5月24日  | 布勢博一          | 越智利行     |                                                           |
| 第17話 | 振子は止まった             | 1968年5月31日  | 小川英            |              | 根上淳                                                    |
| 第18話 | 第六の罪                   | 1968年6月7日   | 岡本克己          | 佐藤孝吉     | 山田吾一、大辻伺郎、早野寿郎                              |
| 第19話 | 午後十時の殺人             | 1968年6月14日  | 勝目貴久          | 柴田宏二     | 江角英明、五条真紀、小笠原章二郎、五月女道子              |
| 第20話 | 偽医者                     | 1968年6月21日  | 深沢一夫          | 加藤久晴     | 三國連太郎                                                |
| 第21話 | 結婚サギ師                 | 1968年7月5日   | 安倍徹郎          | 田中知己     | 佐藤友美                                                  |
| 第22話 | 幻の女護ヶ島               | 1968年7月12日  | 高橋玄洋          | 高井牧人     | 和田浩治、藤山竜、天野昭                                  |
| 第23話 | 彼は殴った                 | 1968年7月19日  | 猪又憲吾          | 佐藤孝吉     | 工藤堅太郎、真鍋明子、原田あけみ、稲垣昭三                |
| 第24話 | 昭和元禄母親気質           | 1968年7月26日  | 石堂淑朗          | 祖父江信太郎 | 加藤治子、若水ヤエ子、久米明                              |
| 第25話 | 恐怖の心理学               | 1968年8月2日   | 野上龍雄          | 田中知己     | 川口小枝、佐藤京一、小松政夫、石井富子                    |
| 第26話 | ある夏突然に               | 1968年8月9日   | 布勢博一          |              | 小林千登勢、佐々木功、荒木玉枝                            |
| 第27話 | さよならばあちゃん         | 1968年8月16日  | 深沢一夫 山形一郎 | 横江川欣也   | 南美江、飯田蝶子、小沢弘治、山岸映子、玉川良一            |
| 第28話 | 23年目の死                 | 1968年8月23日  | 井戸晶雄          | 嶋村正敏     | 安部徹、稲垣美穂子、村上冬樹、利根はる恵                  |
| 第29話 | 豚と別荘                   | 1968年8月30日  | 深沢一夫          | 加藤久晴     | 伊藤雄之助、日高澄子、真山知子、幸田宗丸                  |
| 第30話 | タッキンレーは何も言わない | 1968年9月6日   | 石堂淑朗          | 祖父江信太郎 | 江守徹                                                    |
| 第31話 | 圭子の父                   | 1968年9月13日  | 岡本克己          | 嶋村正敏     | 土屋嘉男                                                  |
| 第32話 | かまきり                   | 1968年9月20日  | 服部一久          | 佐藤孝吉     | 茅島成美                                                  |
| 第33話 | 愛の終りに                 | 1968年9月27日  | 岡本克己          | 越智利行     | 田口計                                                    |
| 第34話 | 六年目の波紋               | 1968年10月4日  | 深沢一夫          | 加藤睦生     | 竜崎一郎                                                  |
| 第35話 | 殺してやる!                | 1968年10月11日 |                   |              | 中井啓輔                                                  |
| 第36話 | 脅迫のシルエット           | 1968年10月18日 | 安倍徹郎          | 田中知己     | 川地民夫、加藤武、金平ミサ、館敬介、小山源喜、大友純      |
| 第37話 | 美しい川                   | 1968年10月25日 | 勝目貴久          | 佐藤孝吉     | 前田吟、藤原釜足、吉田日出子                              |

## 前後番組
| 日本テレビ系 金曜20時枠 【当番組よりトヨタグループ単独提供、当番組のみ『サスペンス劇場』】 | 日本テレビ系 金曜20時枠 【当番組よりトヨタグループ単独提供、当番組のみ『サスペンス劇場』】 | 日本テレビ系 金曜20時枠 【当番組よりトヨタグループ単独提供、当番組のみ『サスペンス劇場』】 |
| 前番組                                                                                     | 番組名                                                                                     | 次番組                                                                                     |
| ------------------------------------------------------------------------------------------ | ------------------------------------------------------------------------------------------ | ------------------------------------------------------------------------------------------ |
| 愛と哀しみの時 【ここまで『グランプリ劇場』】                                              | われら弁護士                                                                               | 東京バイパス指令 【ここから枠名無し】                                                      |

| スタブアイコン | サブスタブ | この項目は、まだ閲覧者の調べものの参照としては役立たない、テレビ番組に関連した書きかけの項目です。この項目を加筆・訂正などしてくださる協力者を求めています（P:テレビ/PJ:放送または配信の番組）。 |